# Parc national de Hemis
Le parc national de Hemis est situé au Ladakh occidental, dans le territoire du Ladakh en Inde.